# Sebastian Larsson
Sebastian Seb Bengt Ulf Larsson (n. 6 iunie 1985, Eskilstuna, Suedia) este un fotbalist suedez. Este cunoscut pentru loviturile sale libere.

## Cariera de club

### Arsenal
Larsson s-a născut în Eskilstuna iar inițial a jucat la clubul din orașul său natal, IFK Eskilstuna. A ajuns la Arsenal la vârsta de 16 ani, fiind curtat de un scout care l-a văzut evoluând pentru echipa națională de fotbal a Suediei de juniori. Și-a făcut debutul la prima echipă împotriva lui Manchester City în Cupa Ligii Angliei pe 27 octombrie 2004 unde a jucat pe poziția de fundaș stânga.

### Birmingham

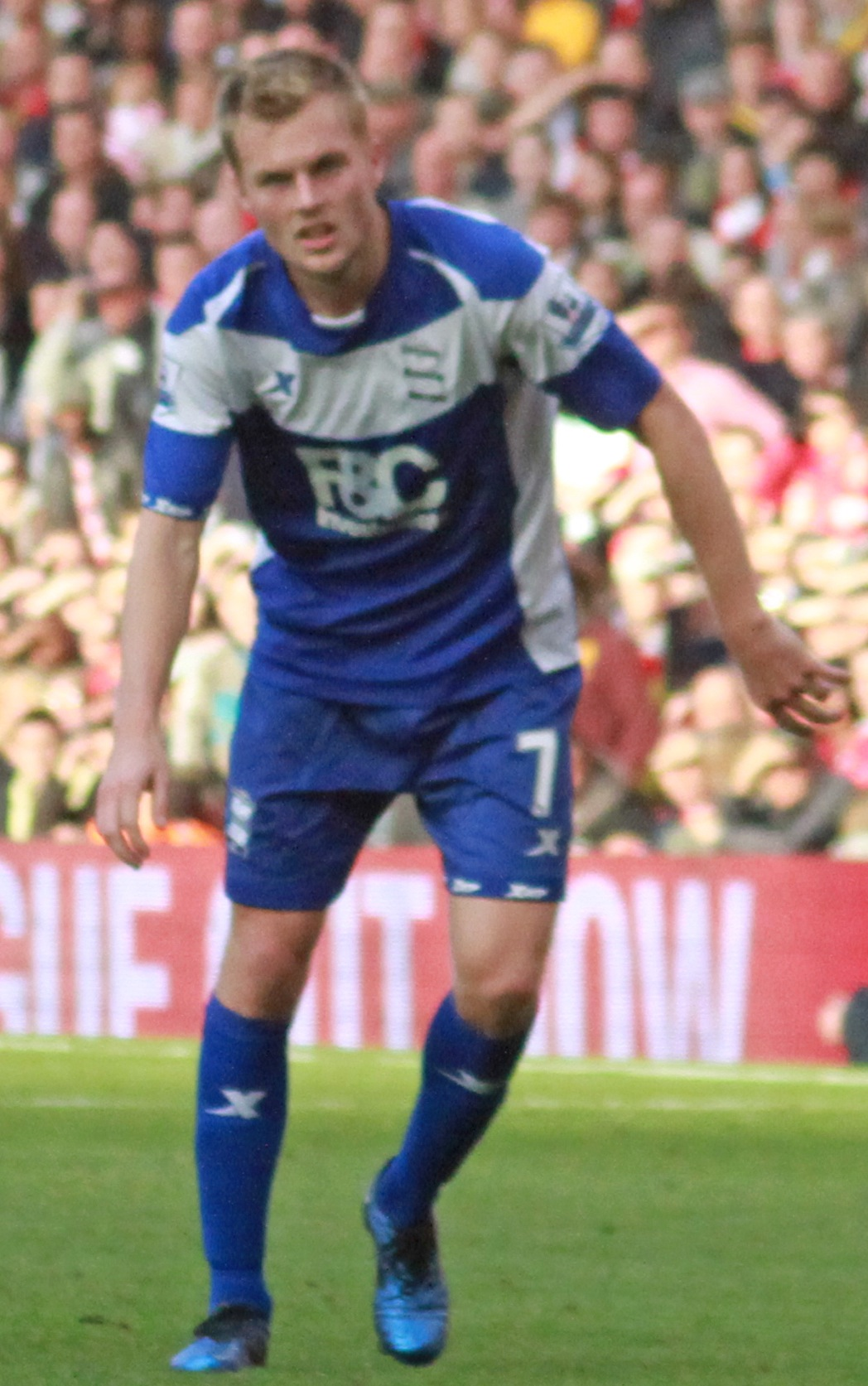
Larsson evolând pentru Birmingham

Larsson a ajuns la Birmingham City pentru un an, fiind împrumutat până în august 2006, cu o opțiune de cumpărare permanentă. Acesta a produs un impact imediat ce a fost titularizat, marcând în primele sale meciuri contra lui Crystal Palace și lui Shrewsbury Town. A marcat 2 goluri împotriva lui Newcastle în Cupa FA. Spre sfârșitul lui ianuarie 2007 a semnat pentru 4 ani cu albaștrii, pentru o sumă de 1 milion de lire sterline. A marcat golul sezonului contra lui Sheffield Wednesday în aprilie 2007.
Singurul trofeu pe care a reușit să-l cucerească cu Birmingham City a fost Cupa Ligii Angliei în 2011, după ce albaștrii au reușit să bată în această competiție echipe precum Aston Villa, West Ham United și finalista Arsenal, fosta sa echipă, fiind de asemenea singurul trofeu pe care l-a obținut în toată cariera sa până în prezent.

### Sunderland

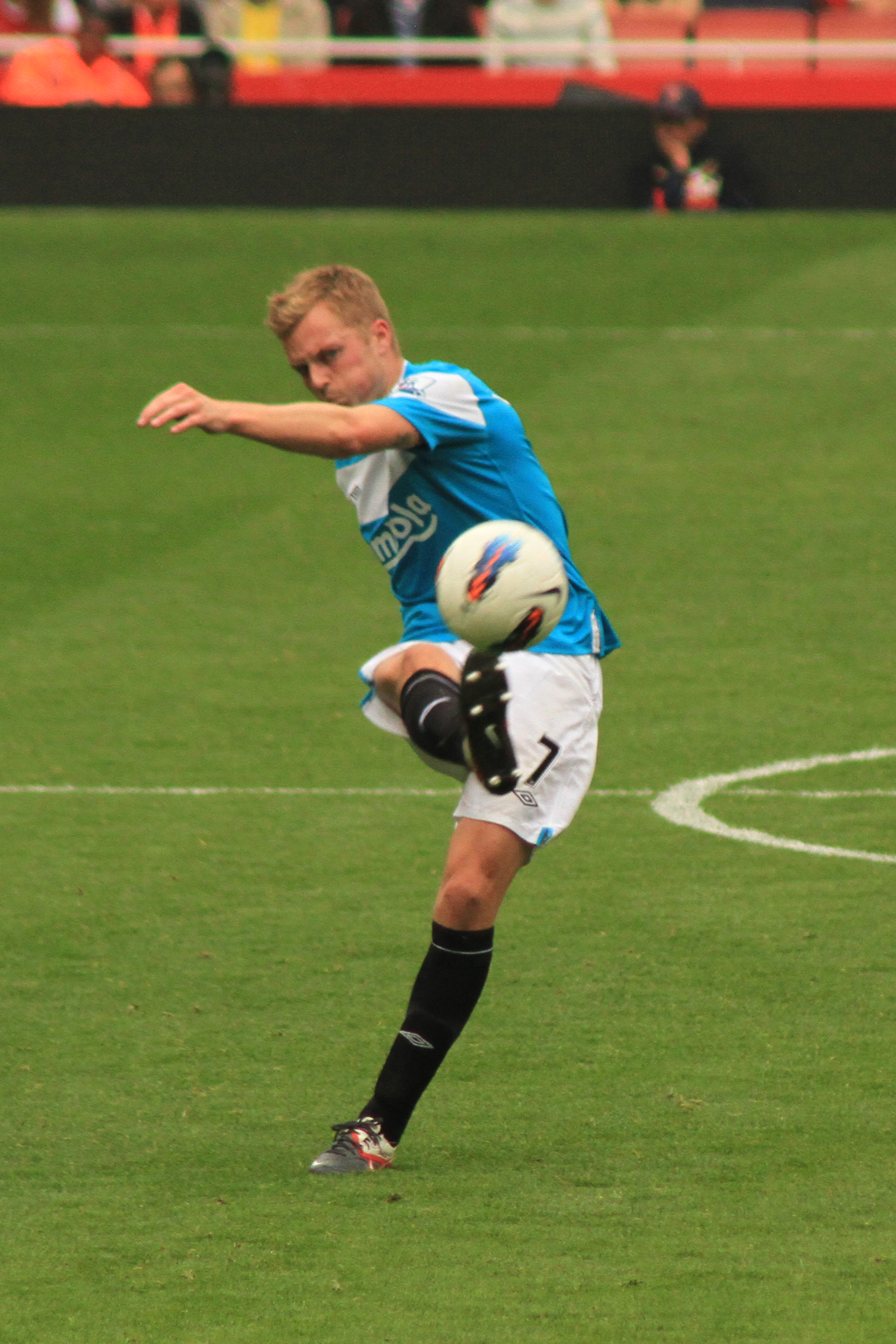
Larsson executând o lovitură liberă pentru Sunderland

Pe data de 22 iunie 2011, Larsson a semnat cu Sunderland, contractul lui începând după regulament de pe 1 iulie, antrenorul său fiind fostul de la Birmingham City, Steve Bruce. Pentru sezonul 2011-2012 i s-a oferit numărul 7. Debutul și l-a făcut cu un gol în repriza a doua din voleu pe Anfield împotriva lui Liverpool.

## Cariera internațională

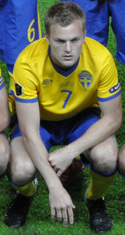
Larsson evolând pentru Suedia

Debutul la naționala mare și l-a făcut în februarie 2008 împotriva echipei naționale de fotbal a Turciei la Istanbul unde a jucat toate cele 90 de minute. Primul gol al său la naționala mare a survenit împotriva Moldovei, într-o victorie a echipei naționale de fotbal Suediei cu 2-1.

### Goluri internaționale
| #  | Data              | Stadion                                      | Oponent           | Scor | Rezultat | Competiție |
| -- | ----------------- | -------------------------------------------- | ----------------- | ---- | -------- | ---------- |
| 1. | 29 martie 2011    | Råsunda Stadium, Solna, Suedia               | Republica Moldova | 2–0  | 2–1      | Euro 2012  |
| 2. | 7 octombrie 2011  | Helsinki Olympic Stadium, Helsinki, Finlanda | Finlanda          | 1–0  | 2–1      | Euro 2012  |
| 3. | 11 octombrie 2011 | Råsunda Stadium, Solna, Suedia               | Țările de Jos     | 2–2  | 3–2      | Euro 2012  |
| 4. | 29 februarie 2012 | Stadion Maksimir, Zagreb, Croația            | Croația           | 2–1  | 3–1      | Amical     |
| 5. | 29 februarie 2012 | Stadion Maksimir, Zagreb, Croația            | Croația           | 3–1  | 3–1      | Amical     |
| 6. | 19 iunie 2012     | Stadionul Olimpic din Kiev, Ucraina          | Franța            | 2–0  | 2–0      | Euro 2012  |

## Trofee
Birmingham City
- Cupa Ligii Angliei: 2011